# 莫憲宗
莫憲宗（越南语：／，？—1546年6月5日），名莫福海（越南语：／），初名莫德元（越南语：／），是越南莫朝第三代君主，1540年至1546年在位。

## 生平
莫福海是莫太宗莫登瀛的長子。大正十一年（1540年）正月，莫太宗逝世，莫福海即位，以明年為廣和元年。莫福海的祖父莫登庸仍舊以太上皇的身份執掌朝政。
莫福海剛剛即位的時候，明朝以莫氏篡位為由派兵到邊境，聲稱要征討安南。太上皇莫登庸畏懼，留莫福海守國，親自率大臣四十餘人出鎮南關（今中越邊境友誼關）向明朝投降。明朝同意了莫朝的投降，讓莫氏歸國仍管理其國政，並讓莫氏世襲安南都統使一職。次年莫登庸逝世，莫福海開始親政。
1542年，莫福海親自來到鎮南關受封，並接受了明朝賜予的《大統曆》一千本。此後莫朝屢次遣使向明朝朝貢和謝恩。
在莫憲宗統治期間，後黎朝的勢力開始壯大，莫朝的地方官員、將領紛紛投降。阮淦、鄭檢在後黎朝的復興中起著重要作用。這使莫朝陷入了被動。為了改變這種戰局，莫朝派遣擔任掌部的宦官楊執一投降，成為後黎朝軍中的臥底。楊執一被黎莊宗封為忠厚侯。楊執一多次向黎莊宗獻讒，但不果。因此楊執一在1545年設計宴請了阮淦，將阮淦用毒瓜毒死，逃回了莫朝。此後，鄭檢完全執掌了後黎朝的大權，為後世的鄭主基業打下了基礎。
廣和六年五月初八日（1546年6月5日），莫憲宗逝世，廟號憲宗，諡號顯皇帝。其子莫福源繼位，是為莫宣宗。泗陽侯范子儀據安邦地方，另立莫正中與莫宣宗爭奪皇位。莫宣宗於1551年方才擊敗莫正中的勢力。

## 家庭
- 父：莫太宗

- 兄弟：
  - 寧王 莫福滋
  - 謙王 莫敬典
  - 莫履禪（莫履祥）
  - 莫履和
  - 莫協泰（莫協恭）
  - 應王 莫敦讓
  - 莫景貺

- 子女
  - 莫宣宗 莫福源

## 腳註
1. ↑  《大越通史·逆臣傳·莫福海傳》：“福海，登瀛长子也，初名德元，偽立為皇太子。”，館藏編號VHv.1330/2。
2. ↑  《大越通史·逆臣傳·莫福源傳》：“（元和）十四年丙午五月初八日癸亥，福海死，僭位六年，伪谥宪宗显皇帝，子福源袭。”，館藏編號VHv.1330/2。